# Takuja Džinno
Takuja Džinno (japonsky 神野 卓哉, * 1. června 1970) je bývalý japonský fotbalista.

## Klubová kariéra
Hrával za Yokohama Marinos, Vissel Kobe, Oita Trinita, FC Tokyo a Yokohama FC.

## Reprezentační kariéra
S japonskou reprezentací se zúčastnil Mistrovství Asie ve fotbale 1992.